# フランシスコ・ガリゴス
- フランシスコ・ガルリゴス

フランシスコ・ガリゴス・ロサ（Francisco Garrigós Rosa、1994年12月9日 - ）は、スペイン・マドリード州モストレス出身の柔道家。階級は60kg級。身長160cm。パリオリンピック男子60kg級銅メダリスト。

## 経歴
1994年12月9日にスペイン・マドリード州モストレスに生まれた。

### 2012年～2016年
2013年のヨーロッパジュニア柔道選手権60kg級で3位になると、2014年の同大会では優勝した。さらに世界ジュニア柔道選手権でも決勝でモンゴルのツェンドオチル・ツォグトバータルに絞め技で一本勝ちして優勝した。
2016年のリオデジャネイロオリンピックでは、初戦でドイツのトビアス・エングルマイアーに有効で敗れた。グランドスラム・アブダビでは優勝を飾った。

### 2016年～2021年
2017年の ヨーロッパ柔道選手権で3位になると、世界ランキング上位選手で争われるワールドマスターズでは、決勝で日本の永山竜樹に敗れた。2018年には地中海競技大会で優勝するも、グランドスラム・アブダビでは2位だった。2019年のヨーロッパ競技大会では決勝でジョージアのルフミ・チフビミアニに敗れると、ワールドマスターズでも決勝で永山竜樹に敗れて2位だった。
2021年のヨーロッパ選手権では優勝した。世界柔道選手権では準々決勝で敗れるも、その後の敗者復活戦を勝ち上がって3位になった。7月に日本武道館で開催された東京オリンピックでは初戦でフランスのルカ・ムハイジェに敗れた。

### 2021年～2024年
2022年のヨーロッパ選手権では2連覇した。2023年の世界選手権では準決勝で東京オリンピック金メダリストの髙藤直寿に逆転勝ちすると、決勝ではウズベキスタンのディルショドベク・バラトフを破って優勝した。2024年のヨーロッパ選手権では決勝でアゼルバイジャンのバラバイ・アガイエフを破って優勝した。
2024年7月22日時点のIJF世界ランキングは4623ポイントで1位。2024年7月のパリオリンピックでは初戦でベルギーのヨレ・フェルストラーテンを破ると、準々決勝での永山竜樹戦では日刊スポーツによると片手絞、柔道サイトeJudoよると袖車絞を仕掛けた際に審判の待てがかかった。それでもなお6秒間も絞め続けたため、結果として永山は落ちたとみなされた。待ての後の行為だったにもかかわらず、審判がそれを一本と認めたことにより、準決勝に進むことになった。準決勝ではカザフスタンのエルドス・スメトフに絞め技で一本負けを喫した。3位決定戦ではジョージアのゲオルギー・サルダラシビリを技ありで破って銅メダルを獲得した。

## 主な戦績
- 2013年 - ヨーロッパジュニア　3位
- 2014年 - ヨーロッパジュニア　優勝
- 2014年 - 世界ジュニア　優勝
- 2015年 - グランプリ・ザグレブ　3位
- 2016年 - グランドスラム・アブダビ　優勝
- 2017年 - ヨーロッパオープン・オディベーラス　優勝
- 2017年 - ヨーロッパ選手権　3位
- 2017年 - グランプリ・カンクン　優勝
- 2017年 - グランドスラム・アブダビ　3位
- 2017年 - ワールドマスターズ　2位
- 2018年 - 地中海競技大会　優勝
- 2018年 - グランドスラム・アブダビ　2位
- 2019年 - ヨーロッパ競技大会　2位
- 2019年 - グランドスラム・ブラジリア　3位
- 2019年 - オセアニアオープン・パース　優勝
- 2019年 - ワールドマスターズ　2位
- 2020年 - ヨーロッパ選手権　3位
- 2021年 - ヨーロッパ選手権　優勝
- 2021年 - 世界選手権　3位
- 2022年 - グランドスラム・アンタルヤ　3位
- 2022年 - ヨーロッパ選手権　優勝
- 2022年 - 地中海競技大会　優勝
- 2022年 - グランプリ・ザグレブ　5位
- 2023年 - グランプリ・アルマダ　2位
- 2023年 - グランドスラム・テルアビブ　2位
- 2023年 - 世界選手権　優勝
- 2023年 - グランドスラム・アブダビ　3位
- 2023年 - ヨーロッパ選手権　3位
- 2024年 - グランドスラム・パリ　3位
- 2024年 - グランプリ・リンツ　優勝
- 2024年 - ヨーロッパ選手権　優勝
- 2024年 - パリオリンピック　3位

(出典、JudoInside.com)